# فوروارد (آلبوم آیلا براون)
«فوروارد» (به انگلیسی: Forward) آلبومی از هنرمند اهل ایالات متحده آمریکا آیلا براون است که در سال ۲۰۰۶ میلادی منتشر شد.